# Klosterkirche Marienwerder

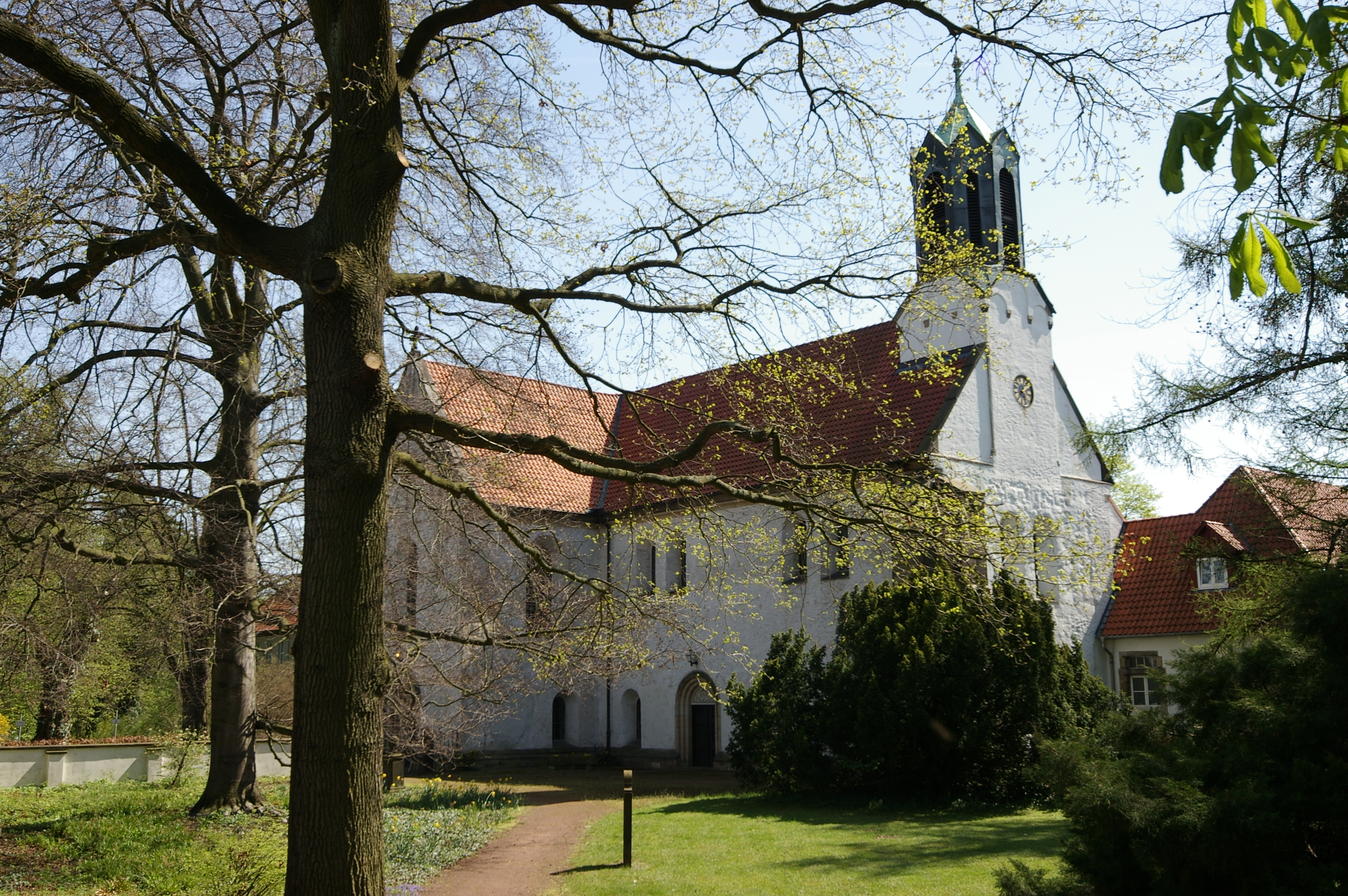
Nordwestansicht der Kirche

Die Klosterkirche Marienwerder  ist die Kirche des Klosters Marienwerder im Stadtteil Marienwerder im Nordwesten von Hannover.

## Allgemeines

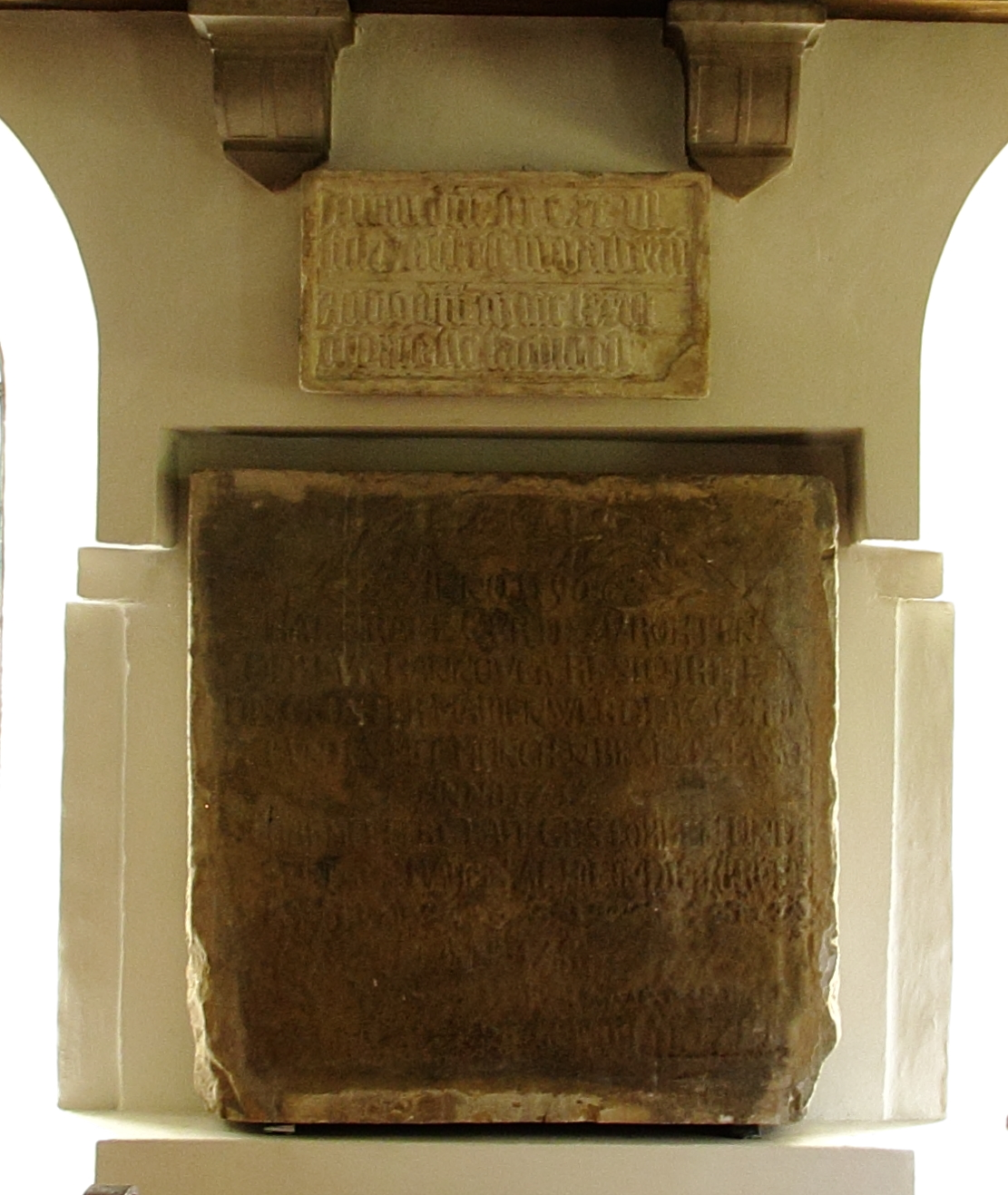
Gründungsstein

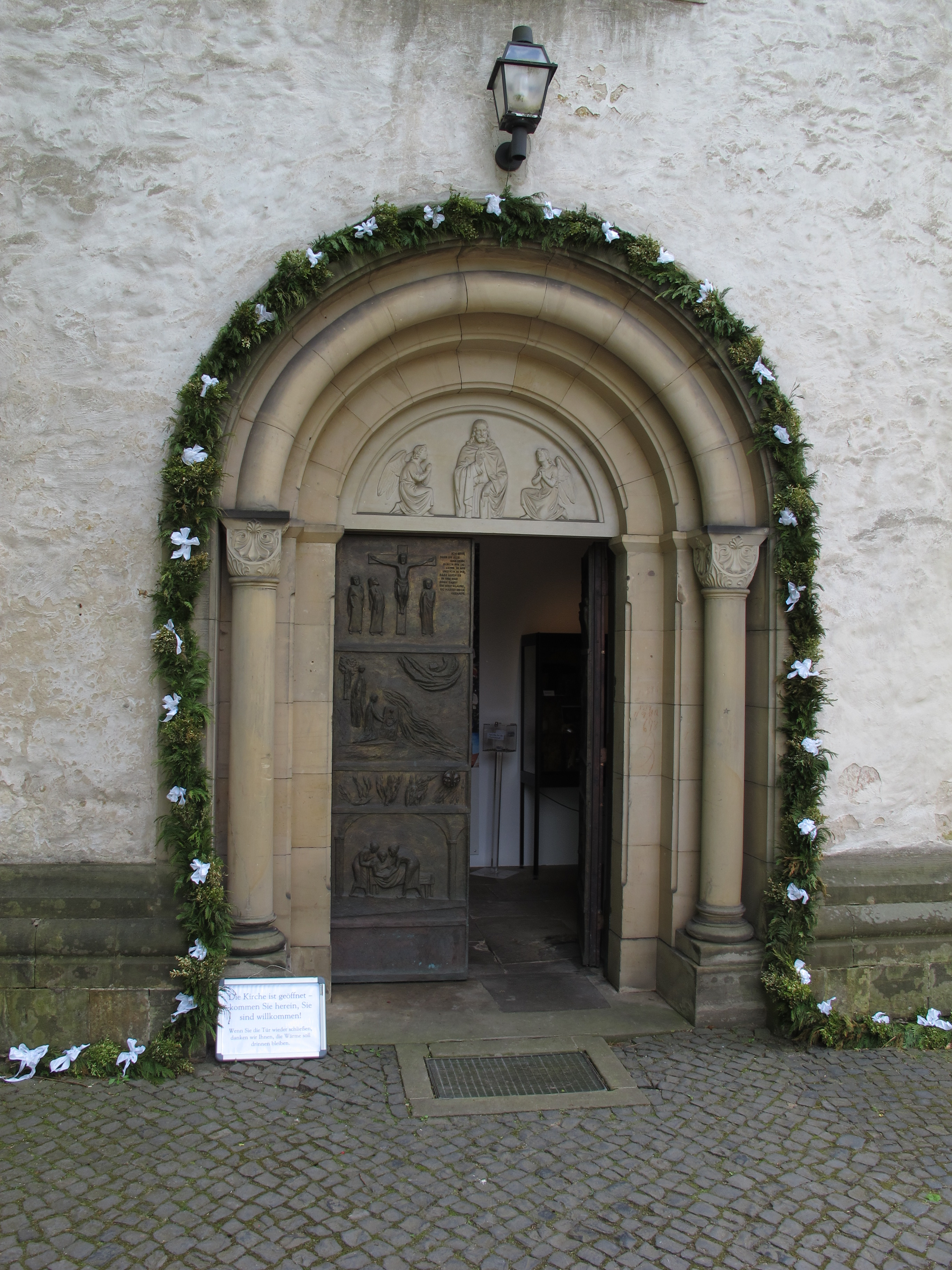
Hauptportal (Nordseite)

Die ehemalige Augustinerinnen-Klosterkirche  „Sanctae Mariä“ ist die älteste Kirche Hannovers. Kirche und Kloster wurden 1196 von Graf Konrad I. von Roden gestiftet, die Kirche im Jahre 1200 geweiht. Der Gründungsstein stammt aus dem 16. oder 17. Jahrhundert; er ist zwischen den beiden Fenstern an der westlichen Innenwand der Kirche, unter der Orgelempore zu sehen; unmittelbar darüber befindet sich ein Inschriftenstein.
Zu erkennen ist folgender Text:
     Anno 1196

Hat Grafe Curtd zu Roden

der für Hannover residieret

dis Kloster Marienwerder gestiftet

und es mit München besezen lassen.

     Anno 1212

ist obemelter Grafe gestorben und

mit seiner Gemalin alhie in der Kirche

begraben.

     Anno 1216

seyend die Münche daraus genommen

und ist es mit Jungfern besetzet.
Der Inschriftenstein stammt vermutlich vom Ende des 15. Jahrhunderts und besagt:
Anno dno MCXC VI

fundatu est moasteriu

Anno dni MCCCC LXXVI

chorus sic factus est
Er stammt von der Nonnenempore, die 1858 abgebrochen wurde.

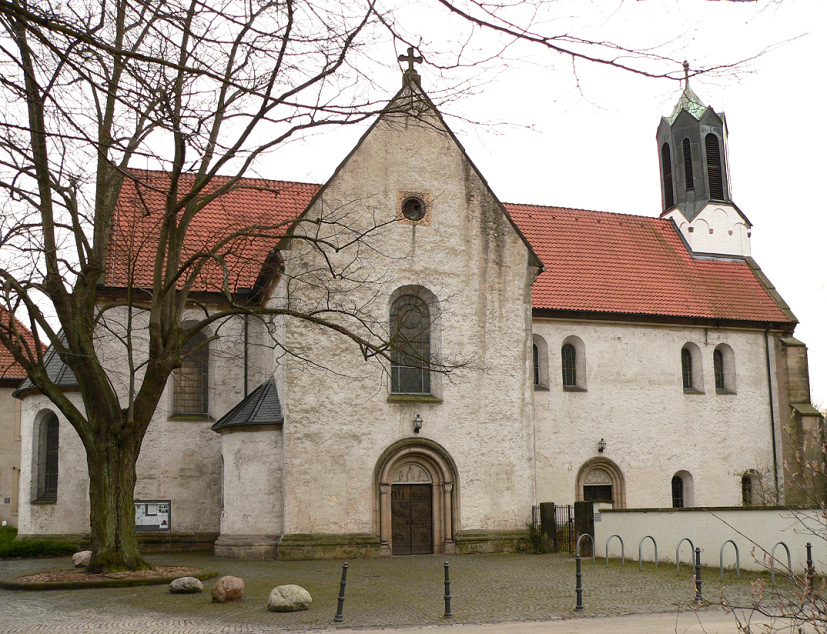
Nordseite mit heutigem Hauptportal
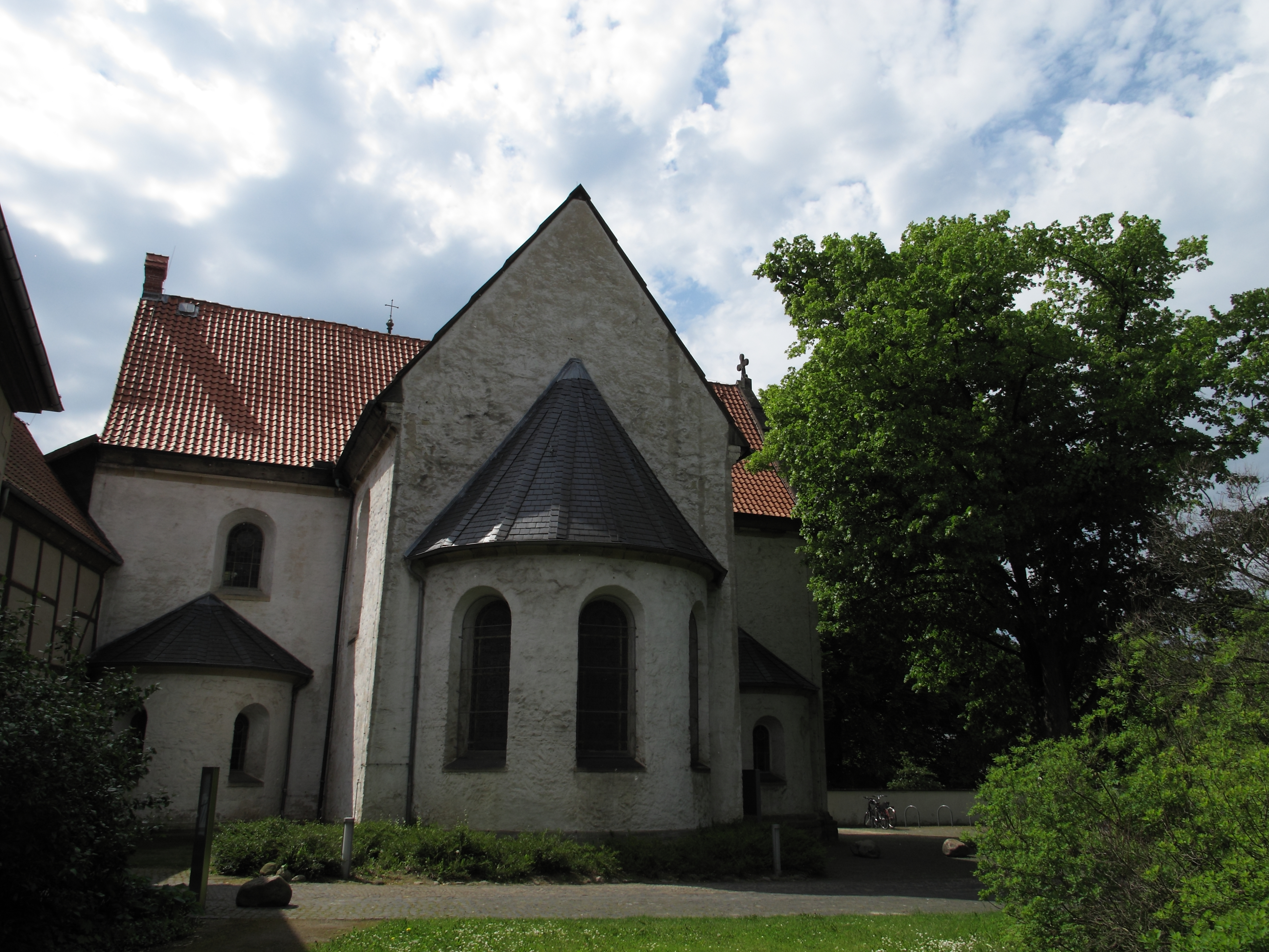
Ostseite mit drei Apsiden
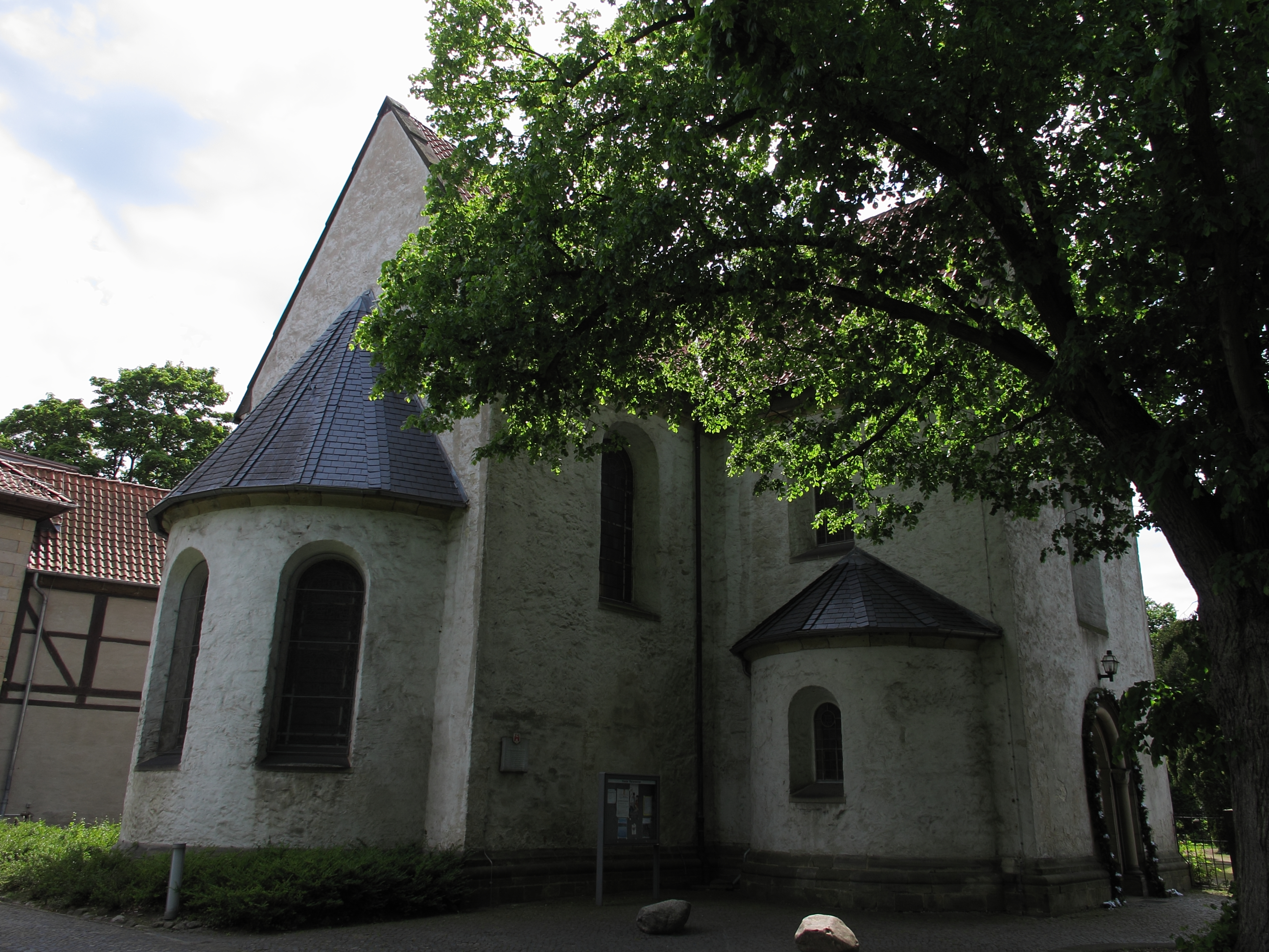
Ansicht von Nordosten
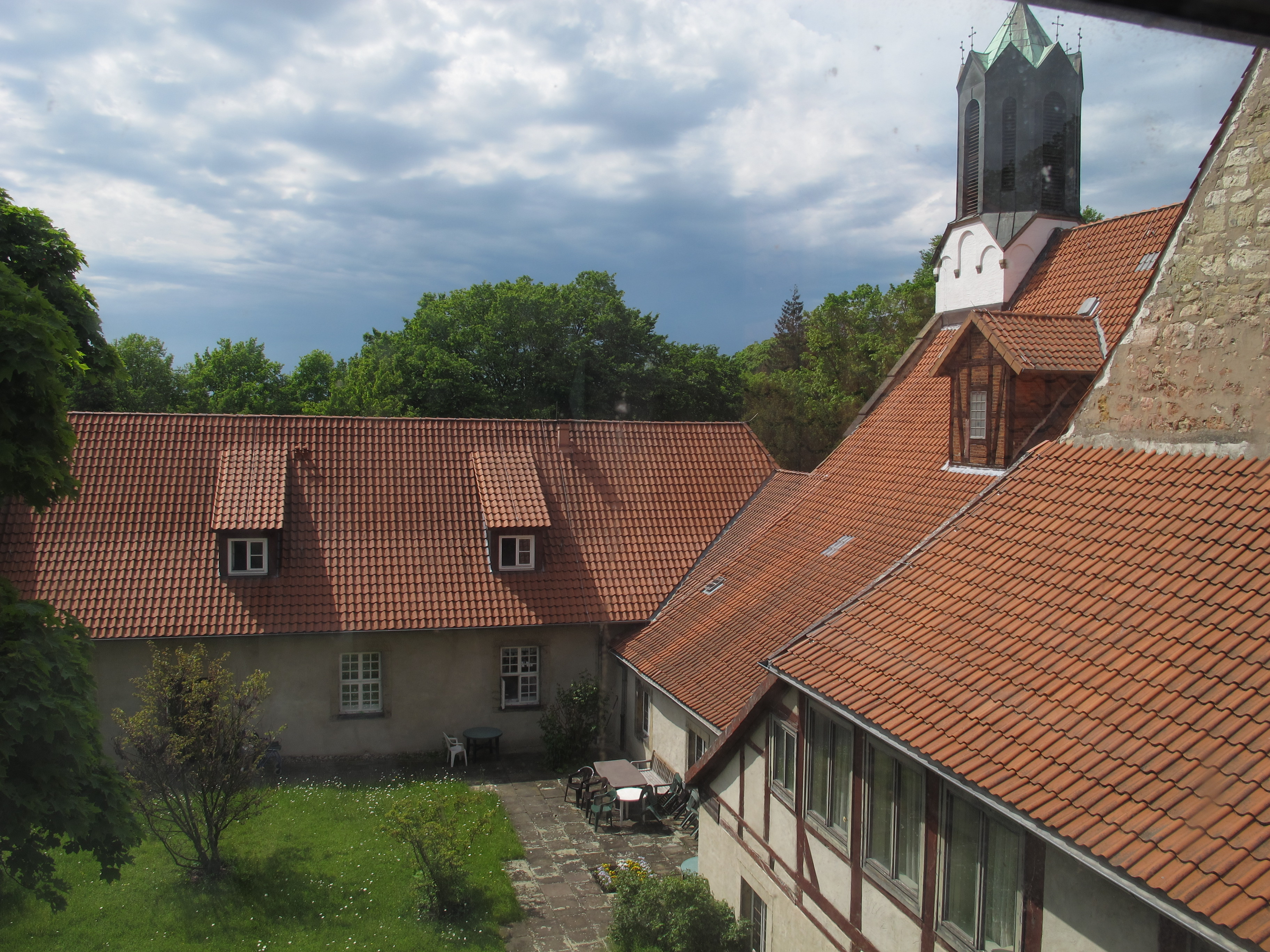
Blick vom Aufzug im Klostergarten
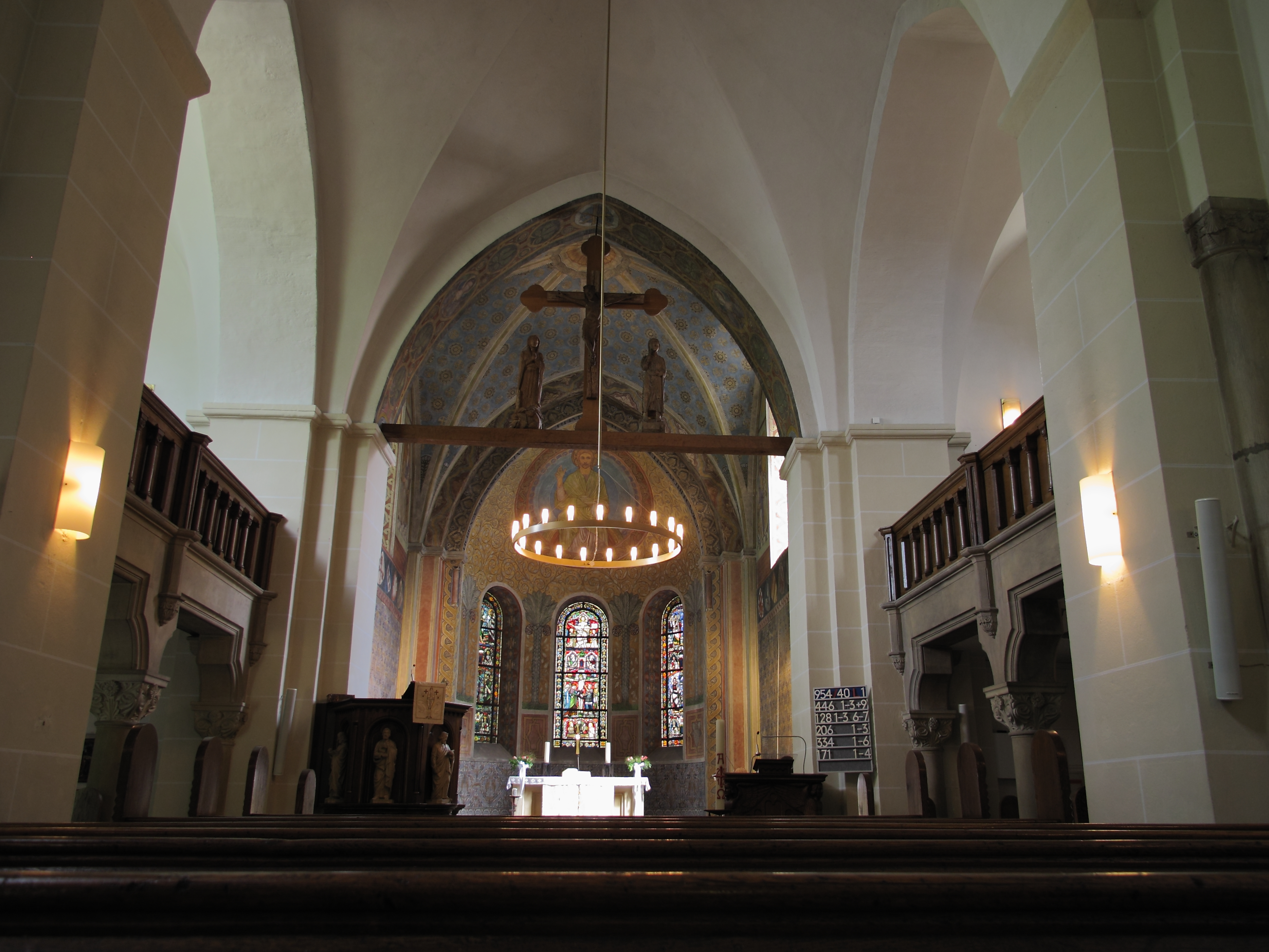
Kirchenschiff Richtung Altar
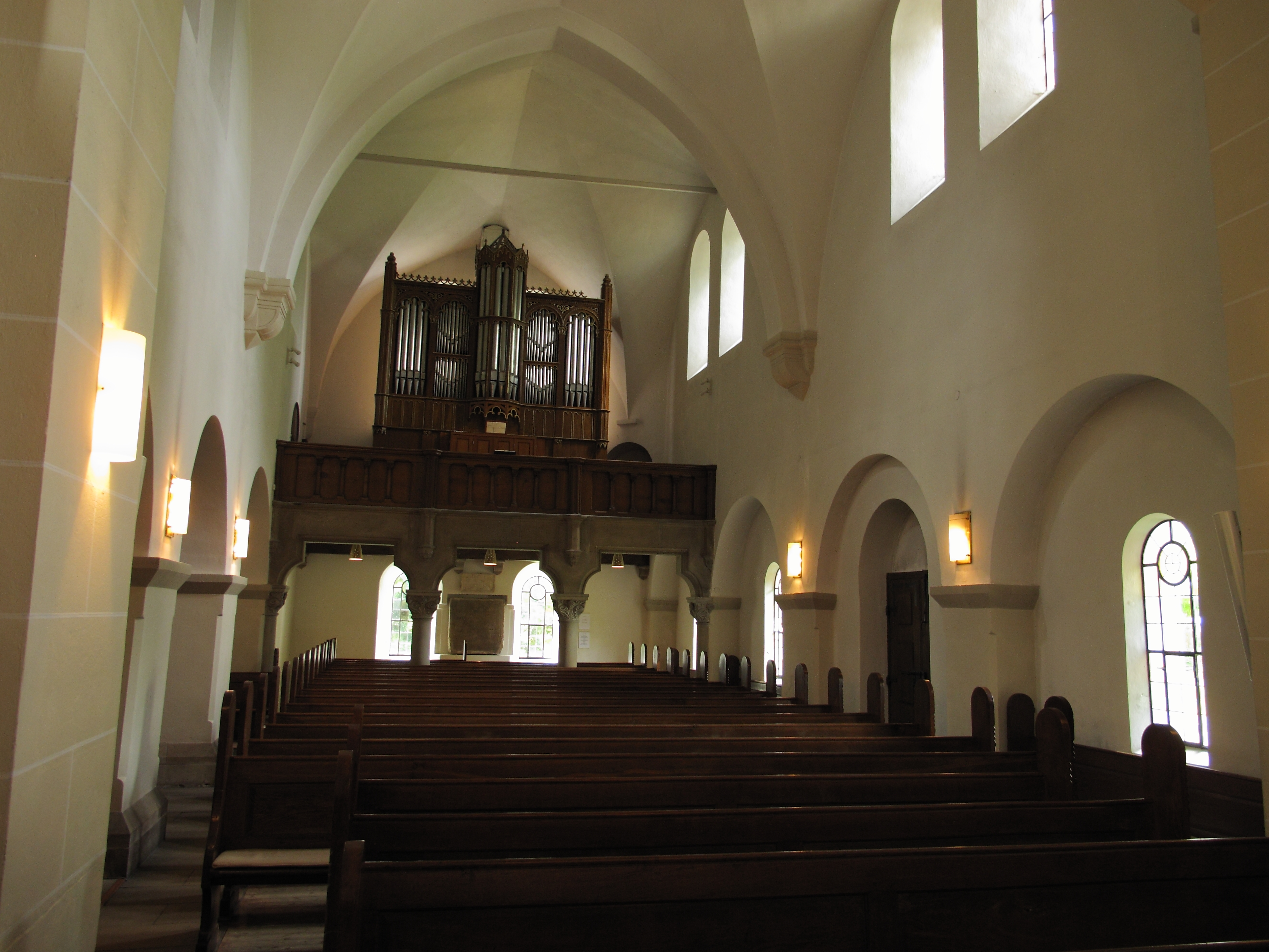
Kirchenschiff Richtung Orgel

## Baugeschichte
Die Kirche wurde ursprünglich als dreischiffige, romanische Basilika erbaut, mit Querhaus, Chorjoch, einer Hauptapsis und zwei Nebenapsiden, welche die beiden Seitenschiffe nach Osten abschließen. Das Gebäude entstand während des Übergangs von der Romanik zur Gotik, daher weist es Merkmale beiderlei Stilrichtungen auf: romanisch die Fenster, gotisch das Gewölbe. Aus den Jahren 1230/40 stammt noch die aus Eiche gefertigte Kreuzigungsgruppe.
Das nördliche Seitenschiff wurde 1335 bei einem Brand zerstört; der Rest der Kirche blieb unversehrt. Beim Wiederaufbau bis 1339 erhielt die Kirche zwei weitere Altäre.
Im Jahre 1476 wurde der Große Nonnenchor errichtet, der später wieder abgerissen wurde, er reichte von der Westwand bis zur Vierung.
Um 1600 wurde das (nach dem Brand verbleibende) südliche Seitenschiff um ein niedriges Geschoss erhöht. 1668, beim erneuten Brand des Klosters, wurde vermutlich auch das Kirchendach zerstört. 1688 wurde eine bronzene Glocke eingesetzt.
Der zunehmende Verfall der Kirche fiel 1857 während eines Dankgottesdienstes in Anwesenheit des Königs auf, weshalb von 1858 bis 1861 eine Renovierung durchgeführt wurde. Unter Leitung von Baurat Conrad Wilhelm Hase und Oberlandesbaumeister Georg Ludwig Comperl wurden Reparaturen durchgeführt, fehlende Teile des Baus basierend auf den vorhandenen ergänzt sowie tiefgreifende Umbauten vorgenommen: Die Empore („Nonnenchor“) von 1476 wurde entfernt, die zwiebelförmige Dachreiterspitze wurde durch die jetzige, achteckige ersetzt, die Orgelempore wurde errichtet, ferner eine weitere Empore über dem südlichen Querschiffarm. Das Hauptportal wurde an seine heutige Stelle, die Nordseite, verlegt. Weiterhin wurde die Inneneinrichtung mit Leuchter, Bänken, Kanzel, Lesepult und Hochaltar erneuert. Eine auf Balken ruhende Empore für die Klostermägde im südlichen Kreuzarm wurde ebenfalls 1858 entfernt und durch eine massive Empore für die Stiftsdamen ersetzt.

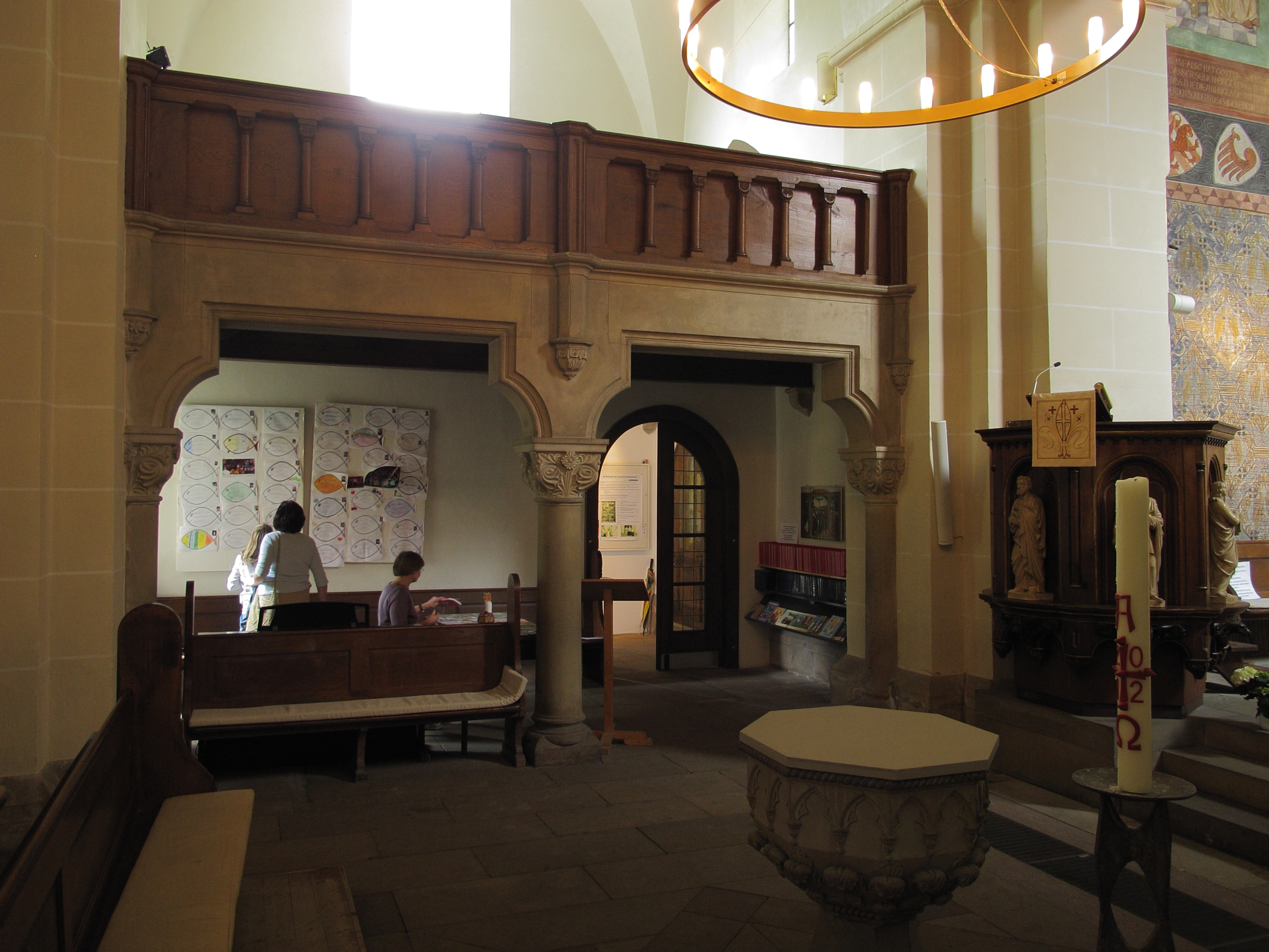
Nordempore
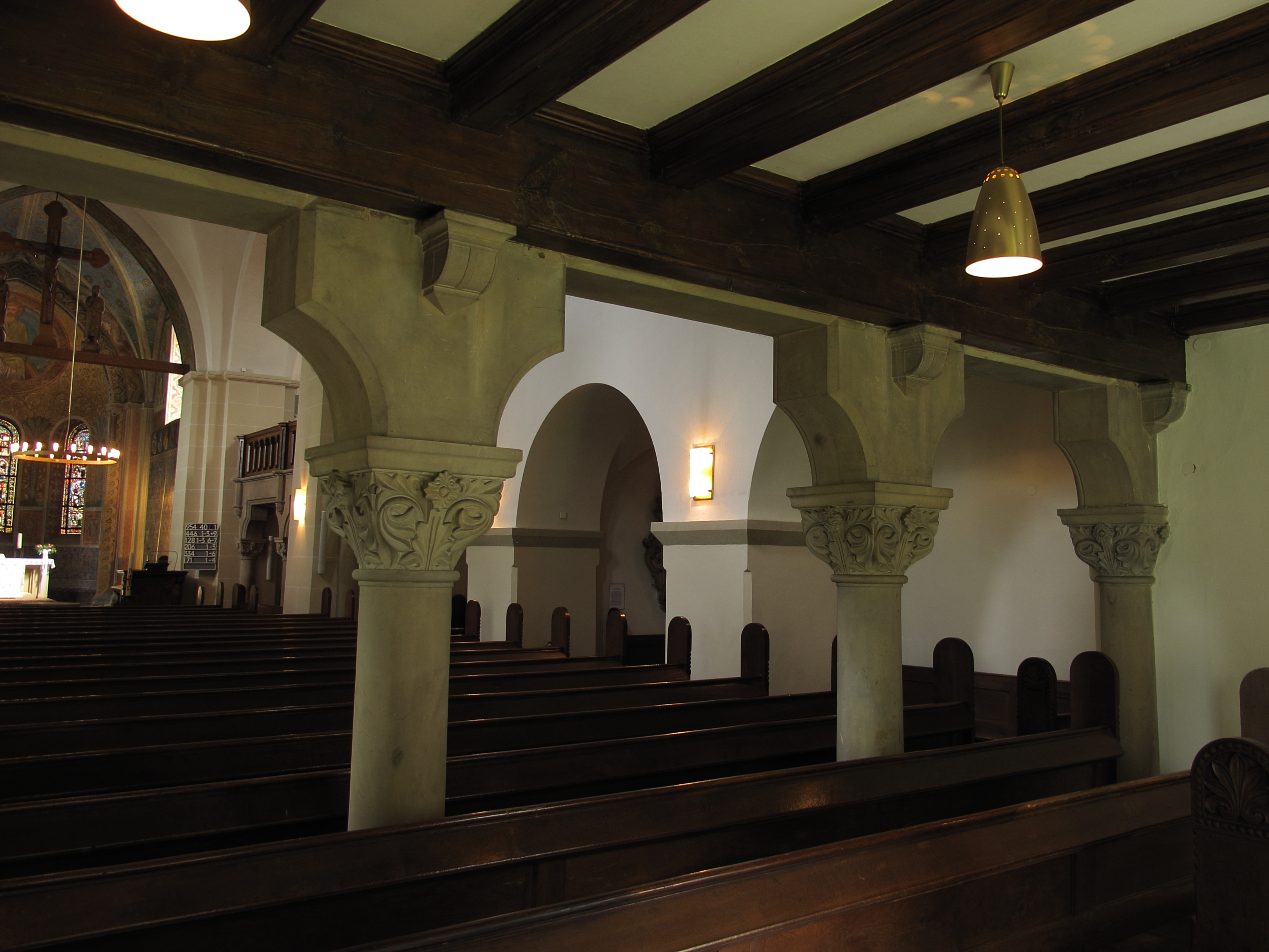
Säulen unter der Orgelempore
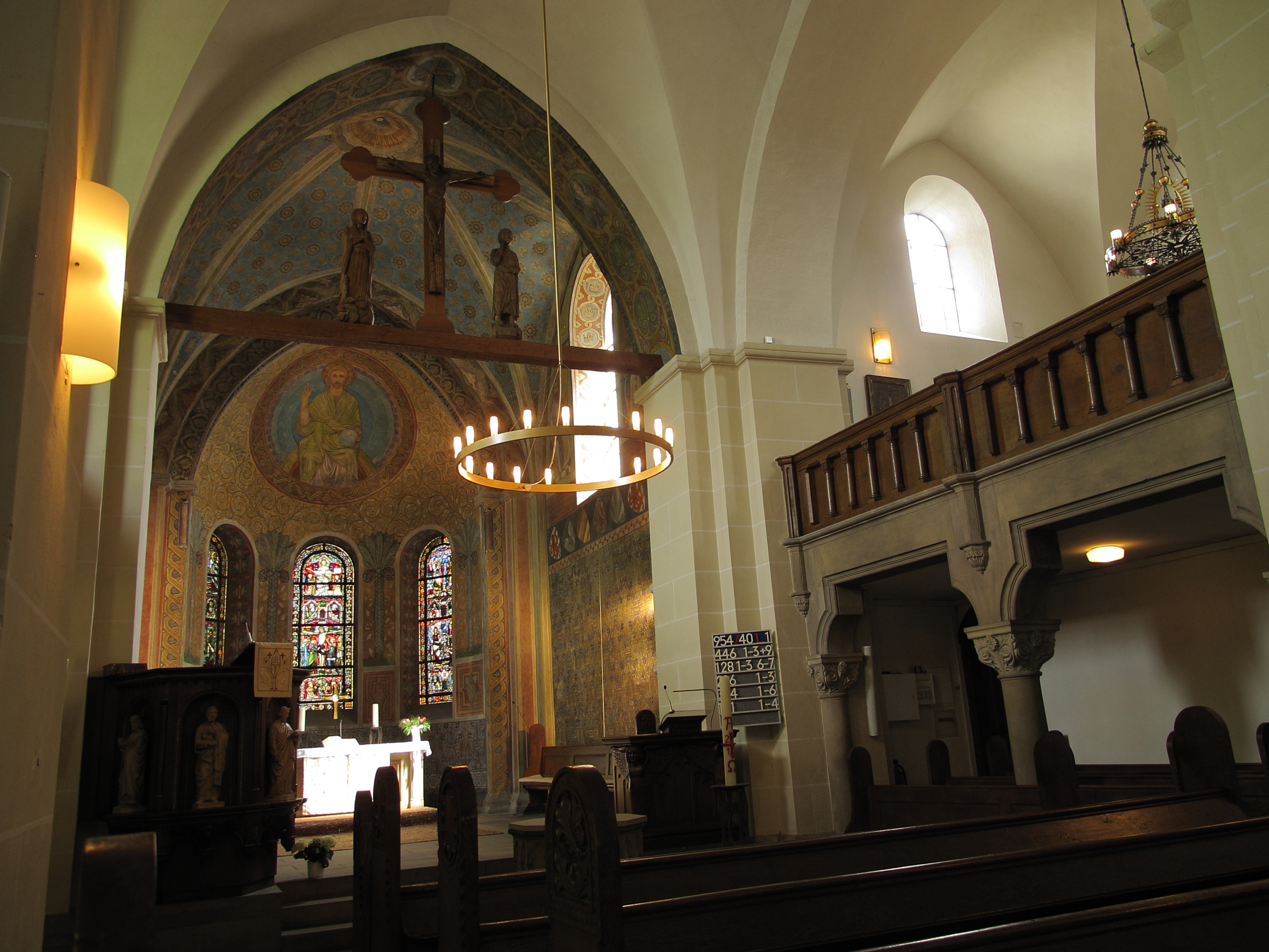
Chorbereich mit Südempore
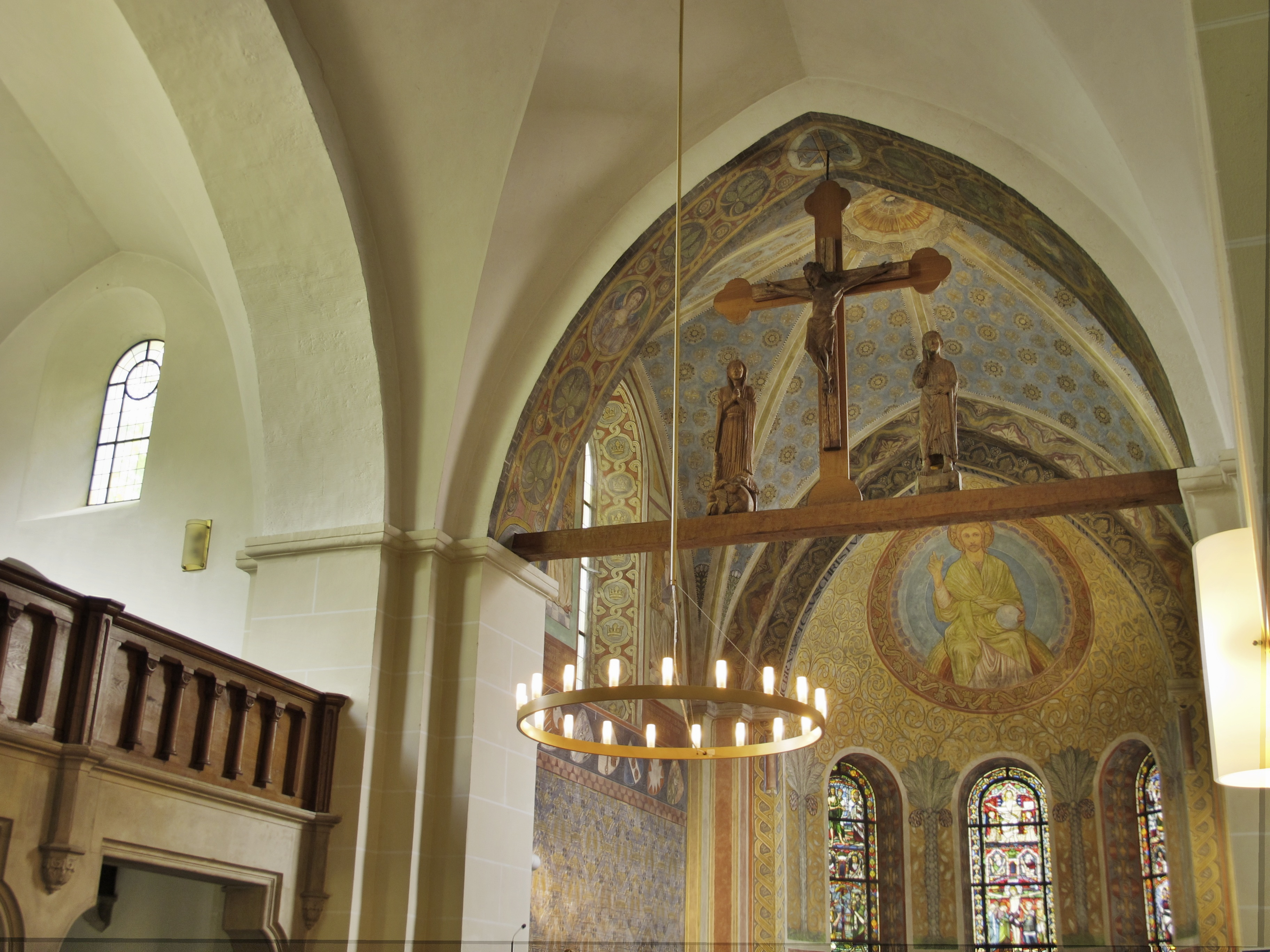
Chorbereich mit Nordempore

Als Abschluss der Renovierungsarbeiten wurden 1886 Hauptapsis und Chor von Oscar Wichtendahl in neoromanischem Stil ausgemalt. 1898 kamen die qualitativ hochwertigen Glasfenster der Hauptapsis hinzu.

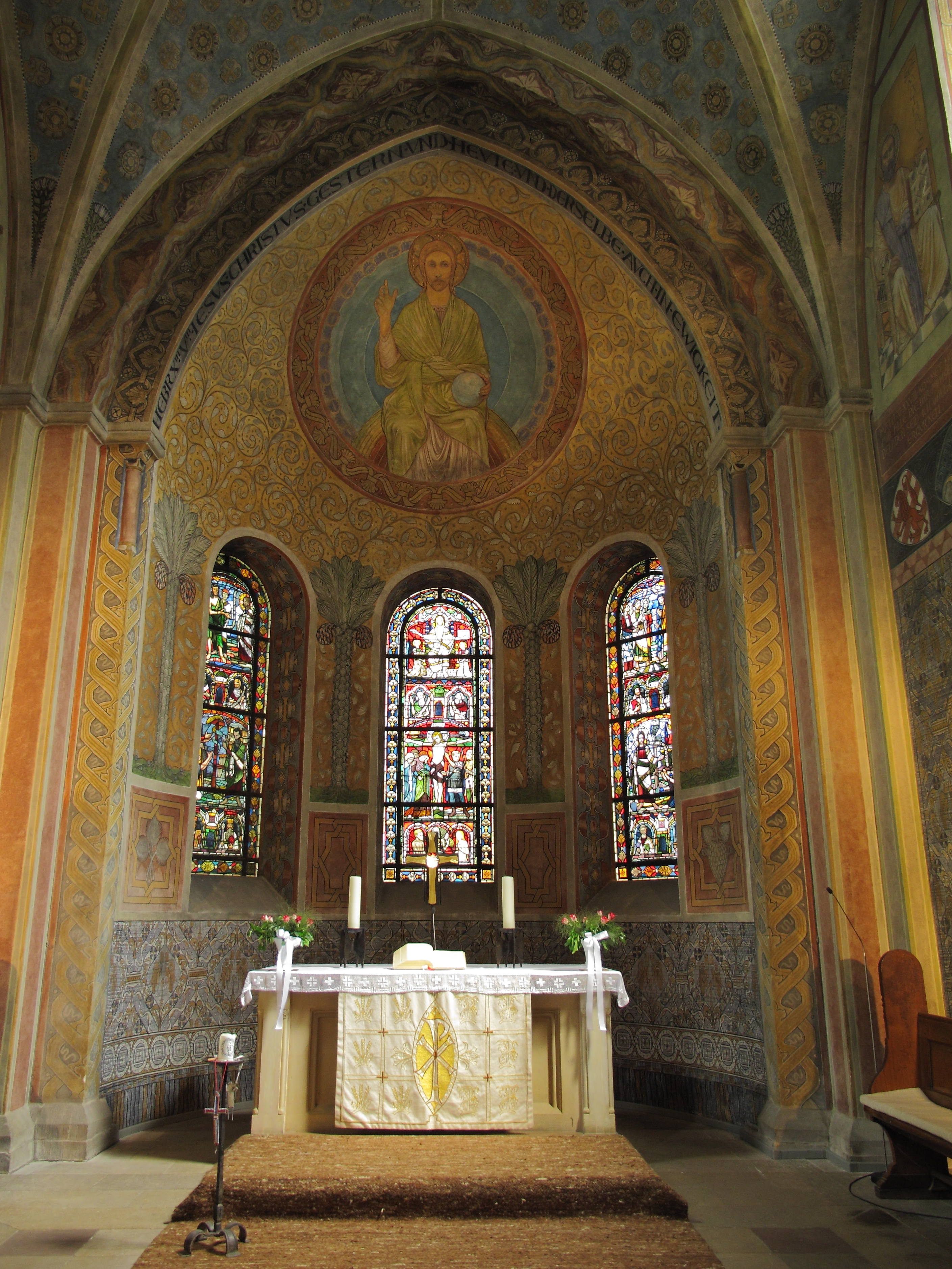
Apsis
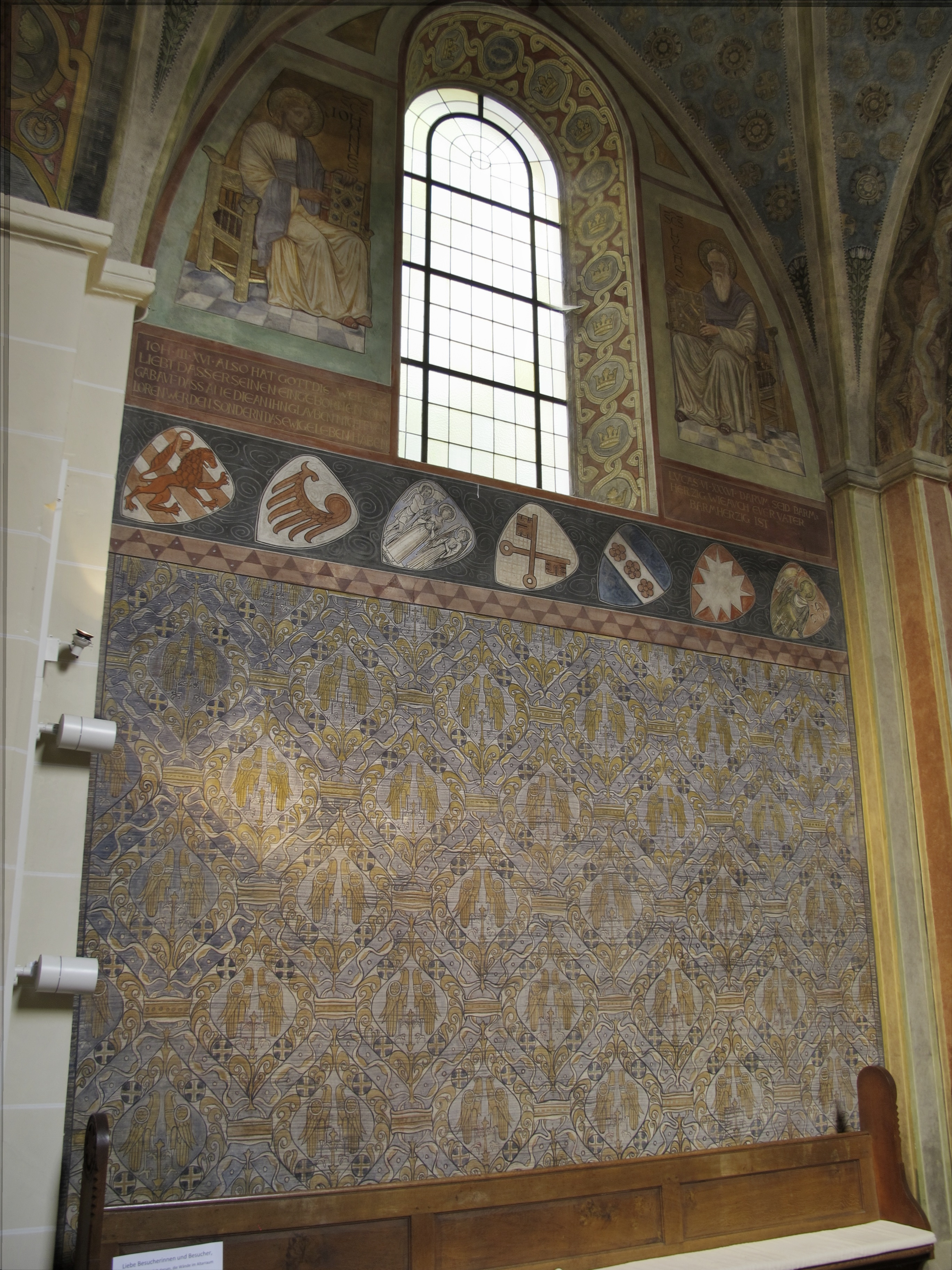
Nördliche Chorwand
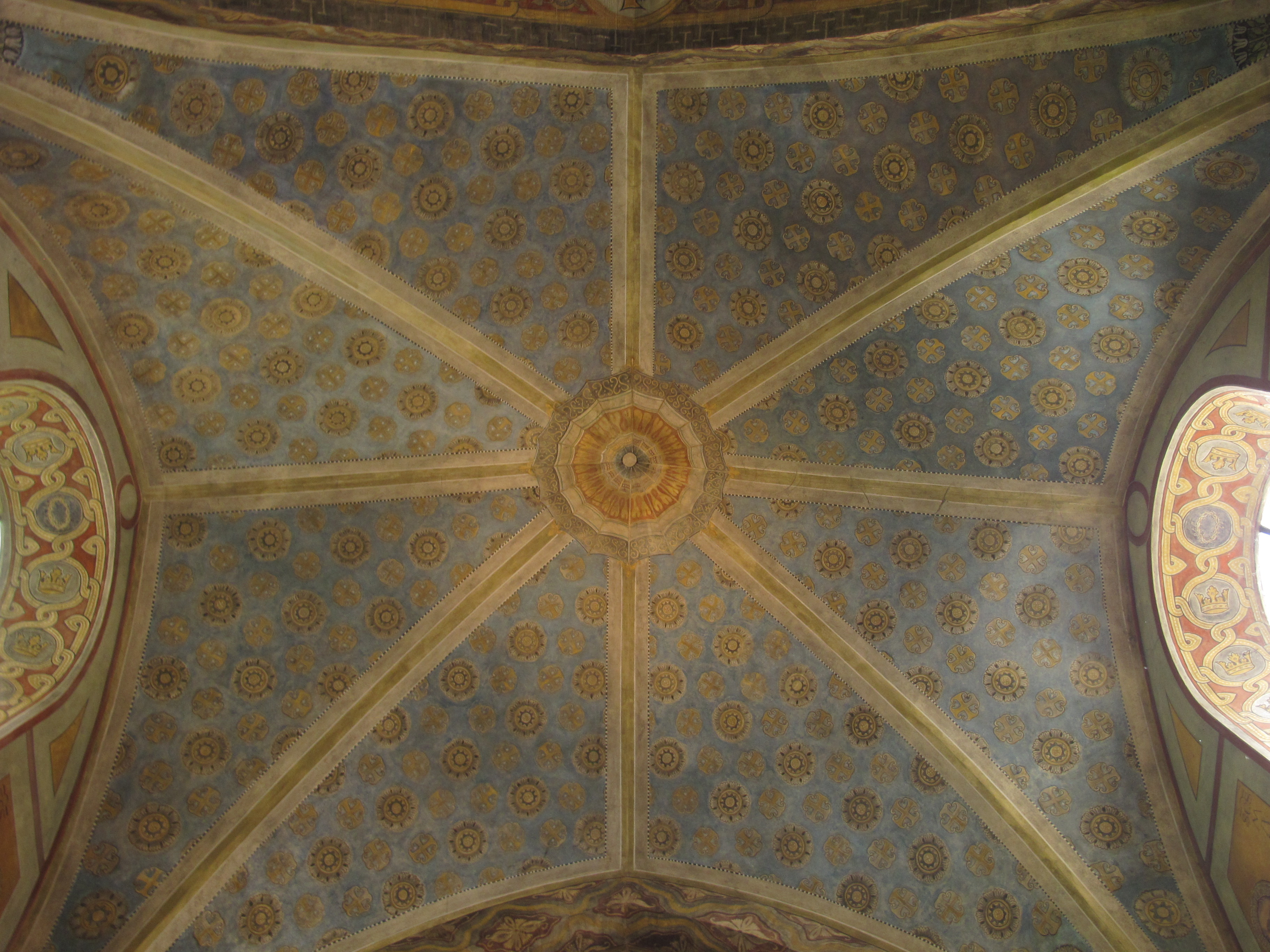
Deckenbemalung im Chor
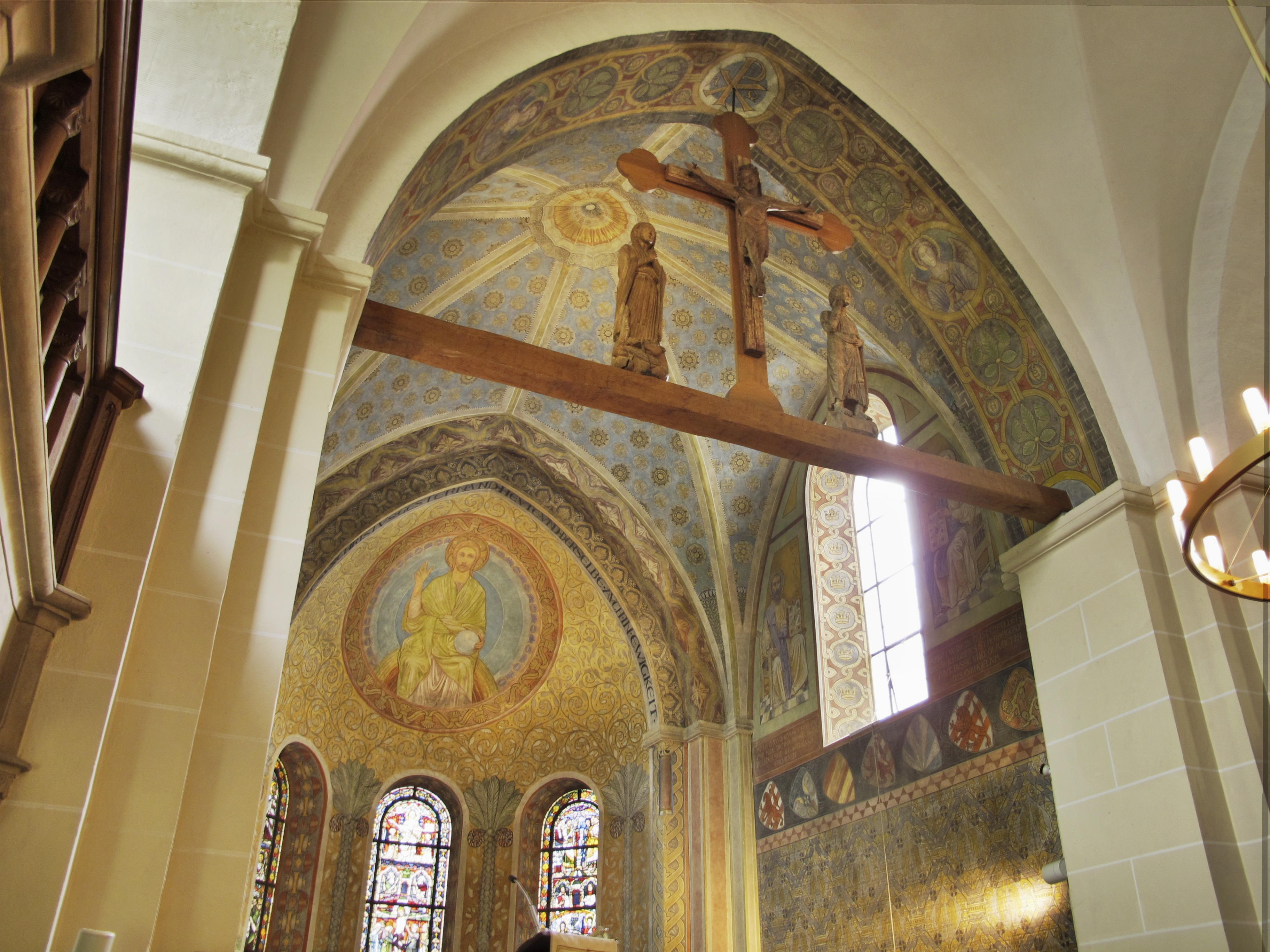
Kreuzigungsgruppe

1961 kehrte die Kreuzigungsgruppe aus dem Niedersächsischen Landesmuseum zurück. 1972 wurde die Kirche neu verputzt und erhielt eine neue Orgel.
Anlässlich des 800. Jubiläums von Kirche und Kloster wurden die schlichten, eichenen Außentüren durch neue, reichgeschmückte, aus Bronze gefertigte ersetzt. Die Entwürfe für die Bildfelder stammen von drei männlichen Künstlern aus Marienwerder. Versinnbildlicht wurden sowohl die Gründungslegende des Klosters (Auffindung eines Marienbildes auf einer Flussinsel, dem „Werder“) als auch biblische (Kreuzigung, Pfingstwunder) sowie diakonische Motive (Kranken- und Altenpflege).
2008 wurde ein neuer Radleuchter in der Vierung über dem Taufstein aufgehängt und der vorherige, neoromanische auf die Empore verlegt.

## Kircheninneres
Kunstgeschichtlich von besonderer Bedeutung ist die um 1230 aus Eichenholz gefertigte, niederdeutsche Kreuzigungsgruppe. Zwischenzeitlich wurde sie im Niedersächsischen Landesmuseum aufbewahrt, von welchem sie 1961 in die Kirche zurückkehrte -- zunächst auf den im 19. Jahrhundert errichteten Altar, später auf den Triumphbalken zwischen Hauptschiff und Chorjoch: In der Mitte Christus am Kreuz, mit Dornenkrone und übereinander gelegten Füßen. Links Maria, auf einem Drachen stehend, rechts der Jünger Johannes, der klagend eine Hand an der Wange hält.
Auf der Südseite befindet sich die nicht für die Öffentlichkeit zugängliche Damenempore.

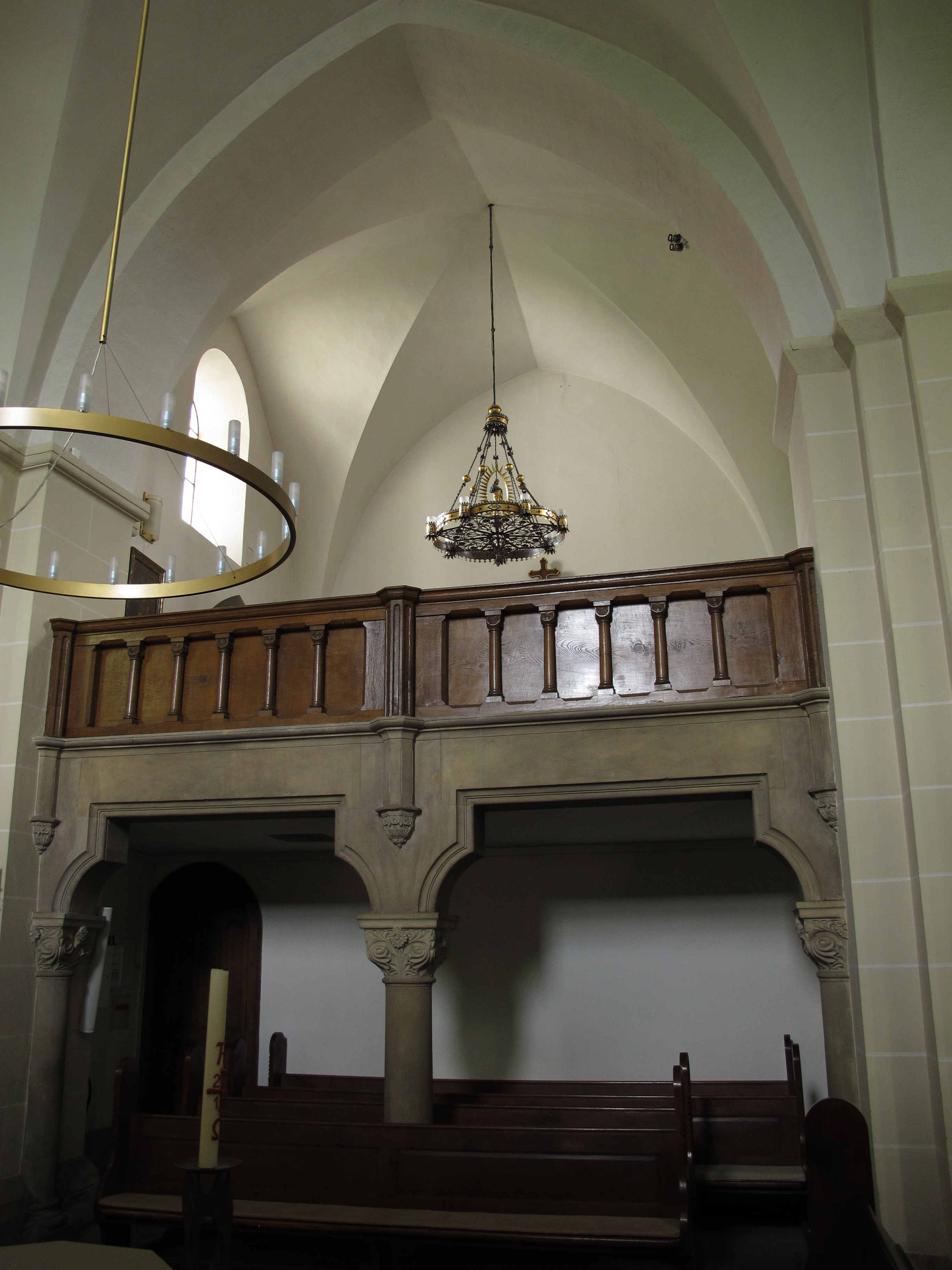
Südempore
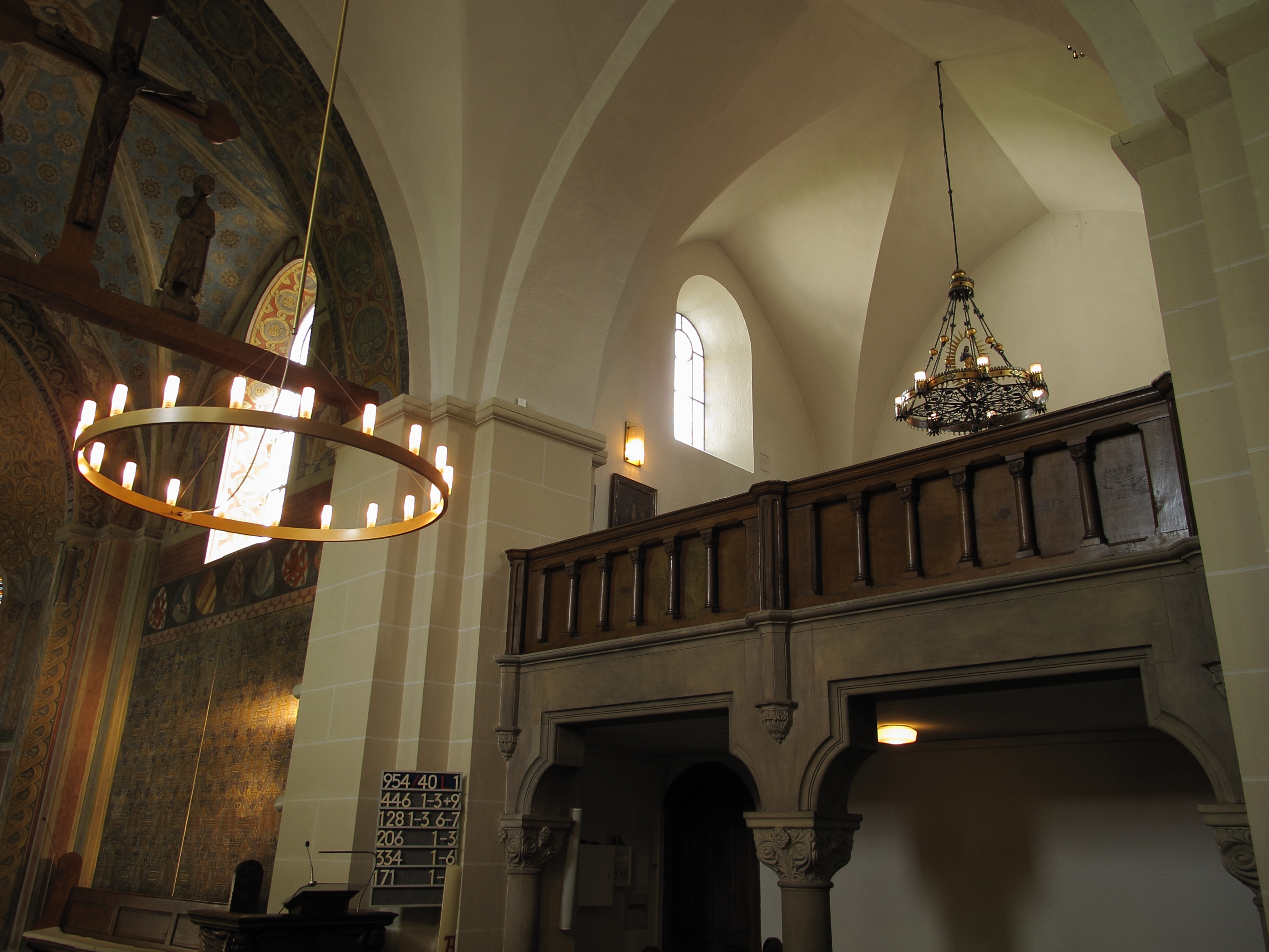
Neuer und alter Radleuchter
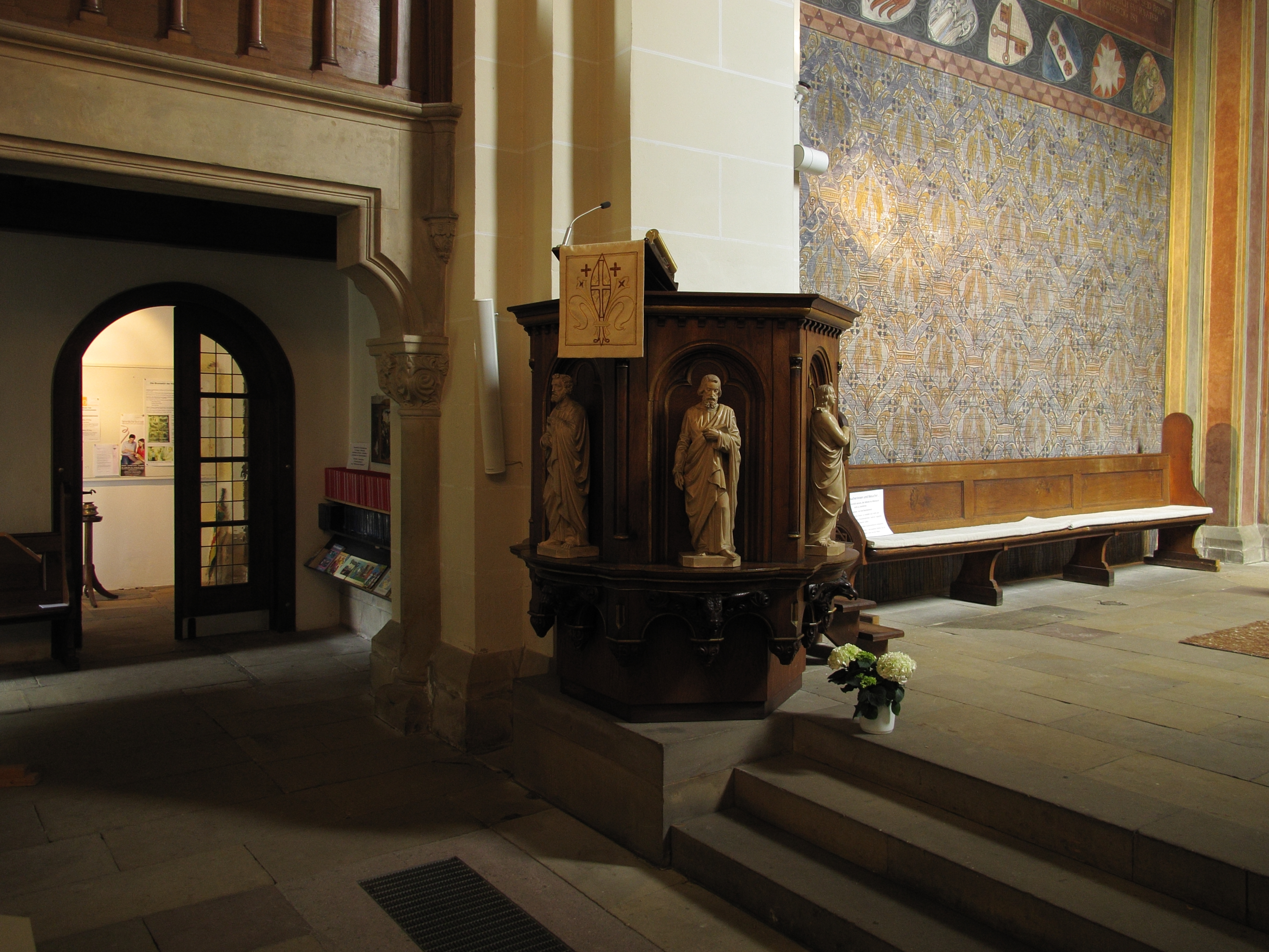
Kanzel
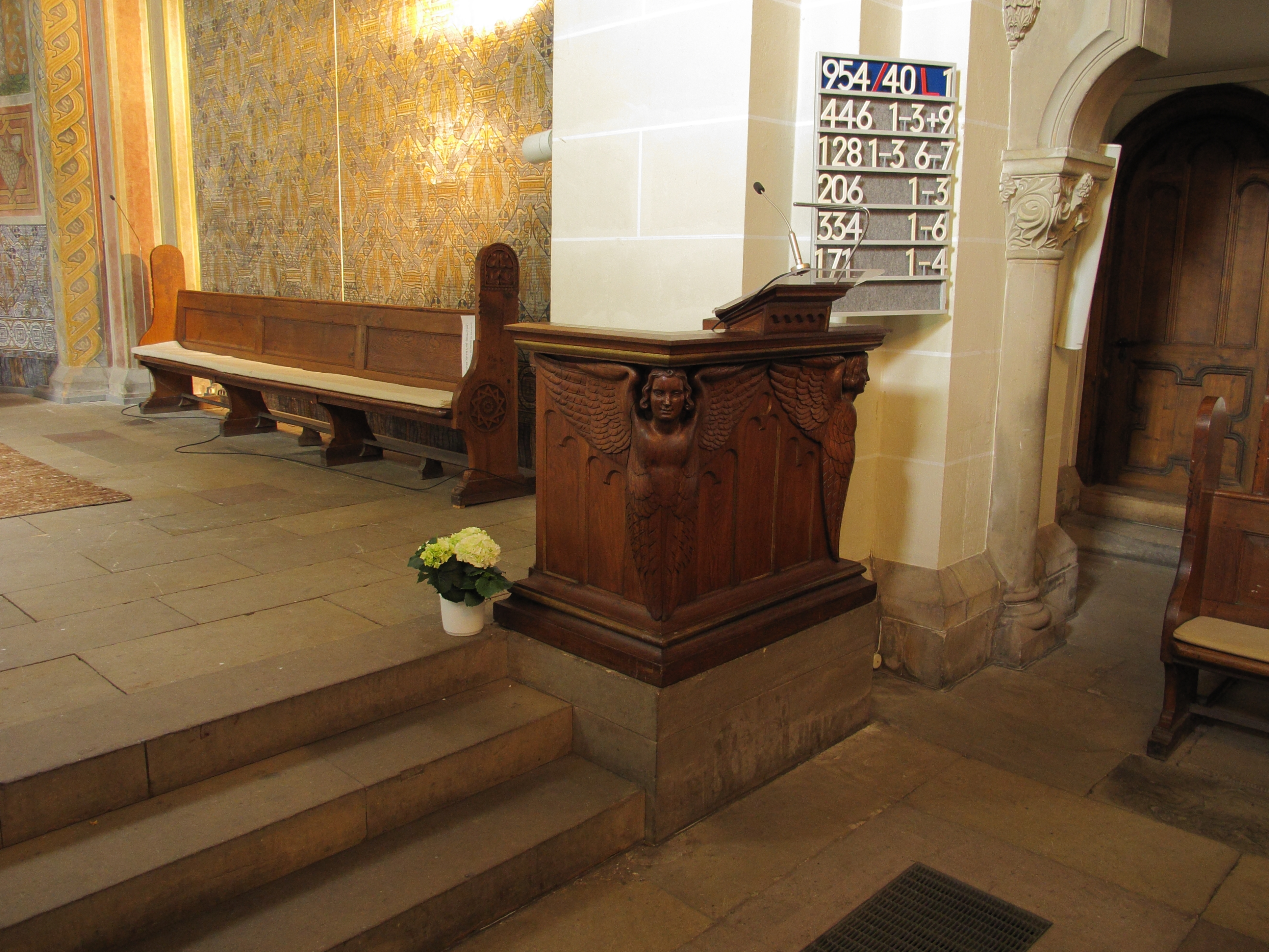
Lesepult
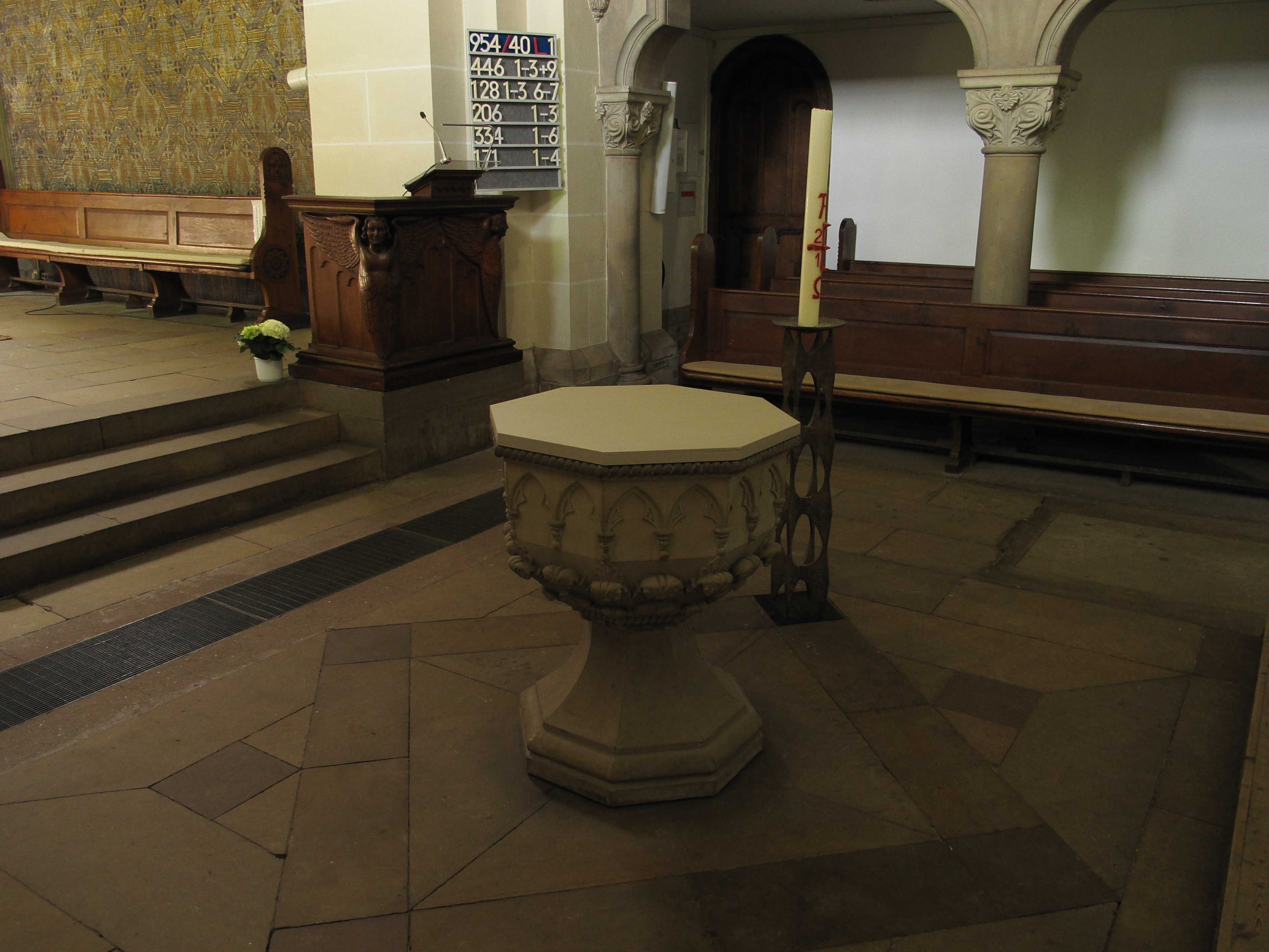
Taufbecken

Taufbecken und Kanzelkorb wurden nach Entwürfen des Oberlandbaumeisters Christian Adolf Vogell von 1859 gefertigt. Die Kanzel ist von den Figuren der vier Evangelisten umgeben, welche laut Kirchenchronik vom Bildhauer Hurzig aus Hildesheim gefertigt wurden -- vermutlich ist damit Georg Ludwig Hurtzig gemeint. Unter den Figuren befinden sich jeweils die zugehörigen Symbole: Löwe, Stier, Adler und Mensch. Das Lesepult ist mit Cherubinen verziert.
Die drei bunten Glasfenster der Apsis zeigen folgende Motive: Thema des linken ist der Alte Bund, oben die Taufe Jesu, dann zwei Propheten, Moses mit der ehernen Schlange in der Wüste, unten schließlich David und Salomo, ersterer unschwer an der Harfe zu erkennen. Das mittlere Fenster zeigt Christus (unten als Gekreuzigten, oben als Erhöhten), zwei Propheten sowie unten Adam und Eva. Thema des rechten Fensters ist die christliche Kirche. Oben ist die Himmelfahrt Jesu zu sehen; ganz oben sieht man noch die Füße, darunter auf dem Boden die zugehörigen Abdrücke. Darunter befinden sich die Oberkörper von Melanchthon und Luther, weiter unten die Auferstehung mit dem „Noli me tangere“ und schließlich ganz unten Petrus und Paulus.

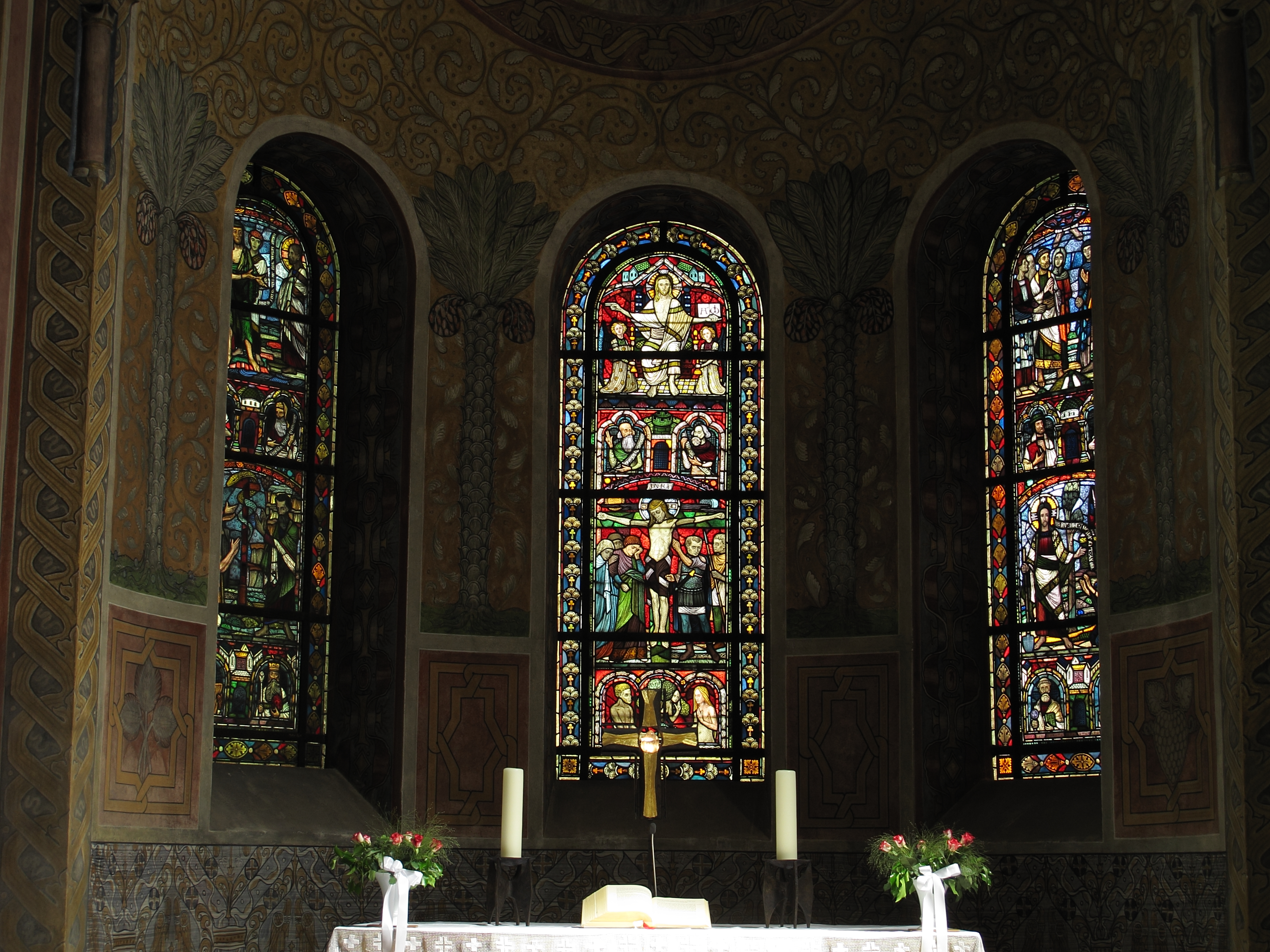
Glasfenster
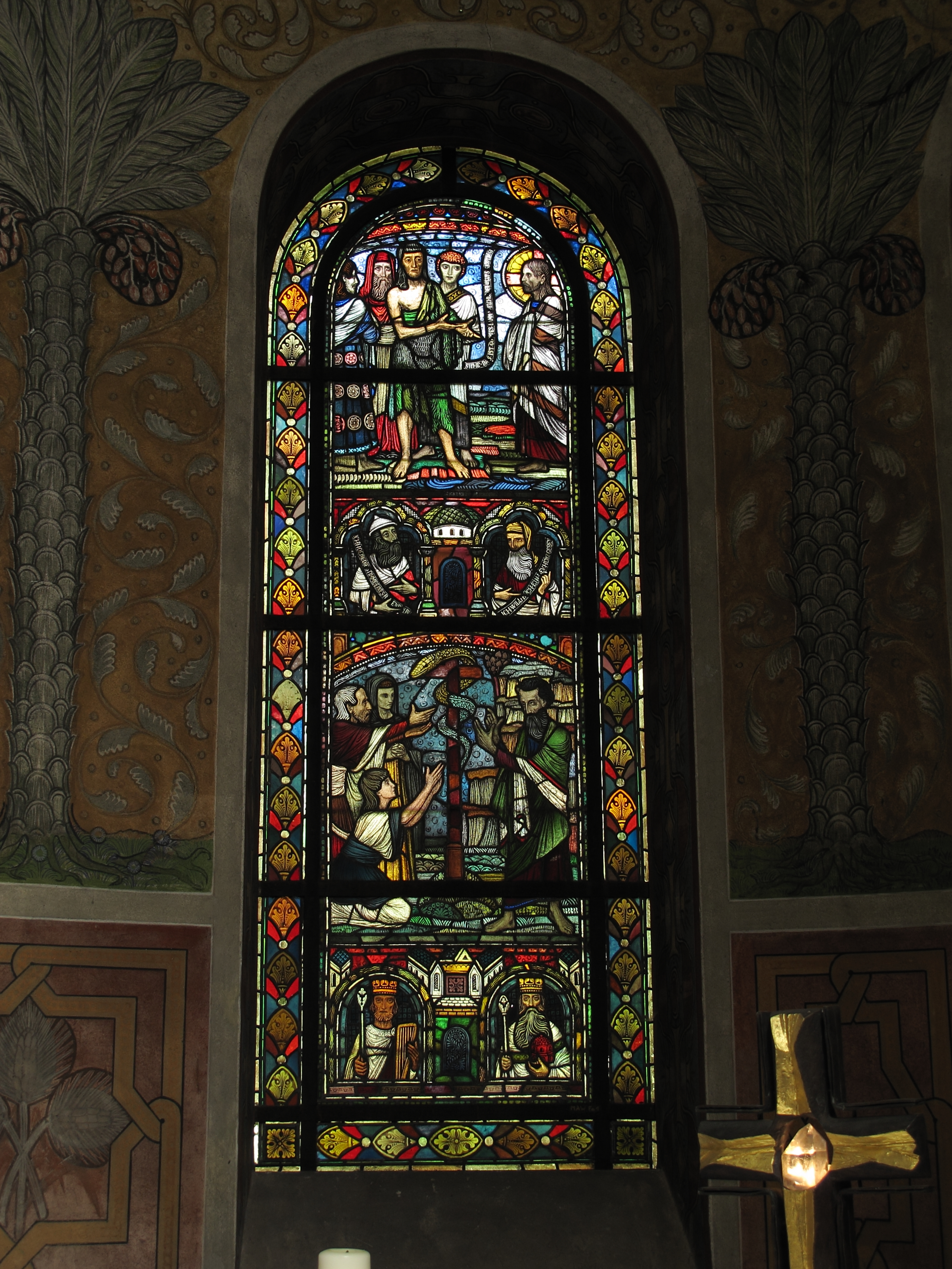
Linkes Glasfenster
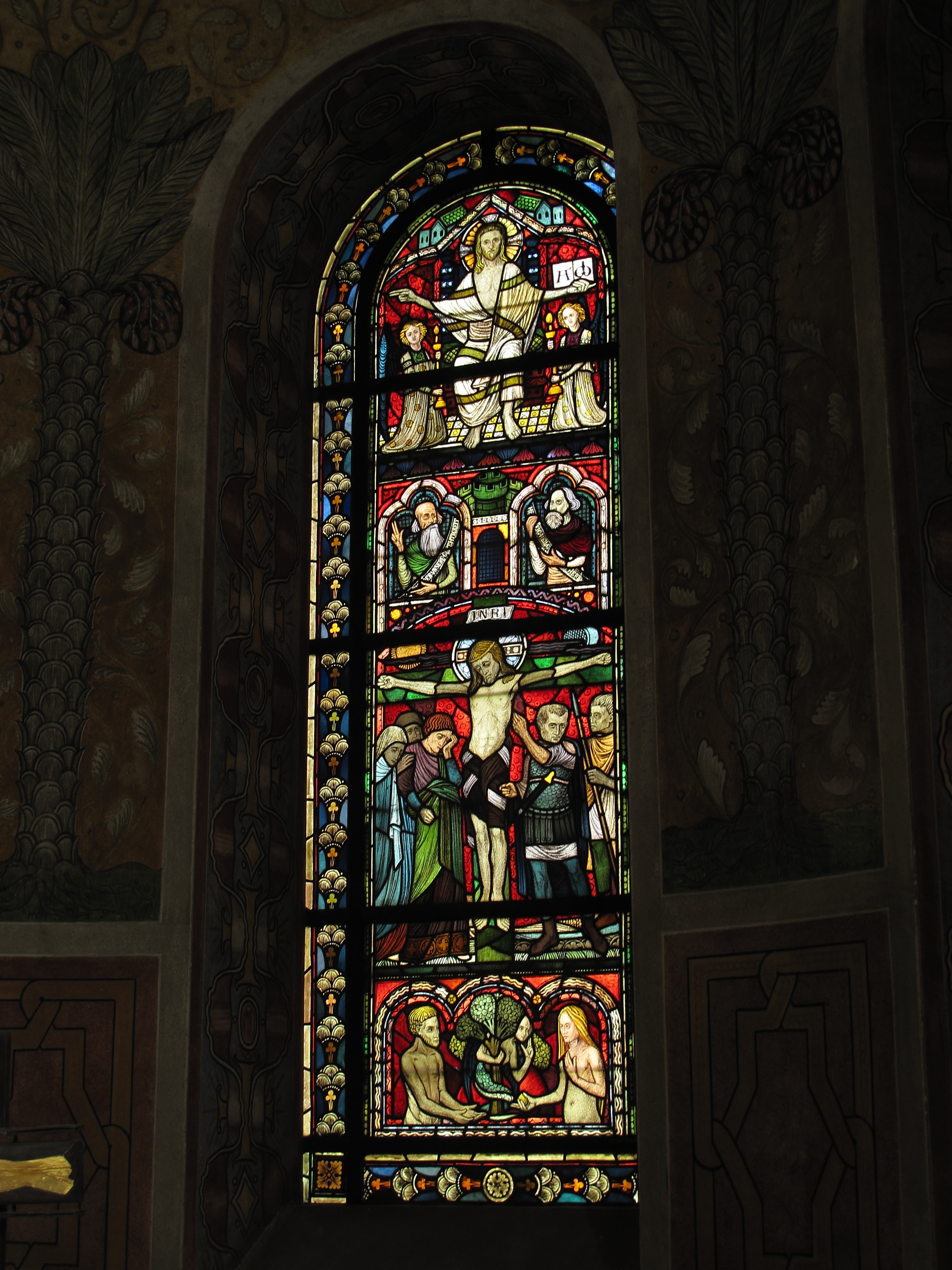
Mittleres Glasfenster
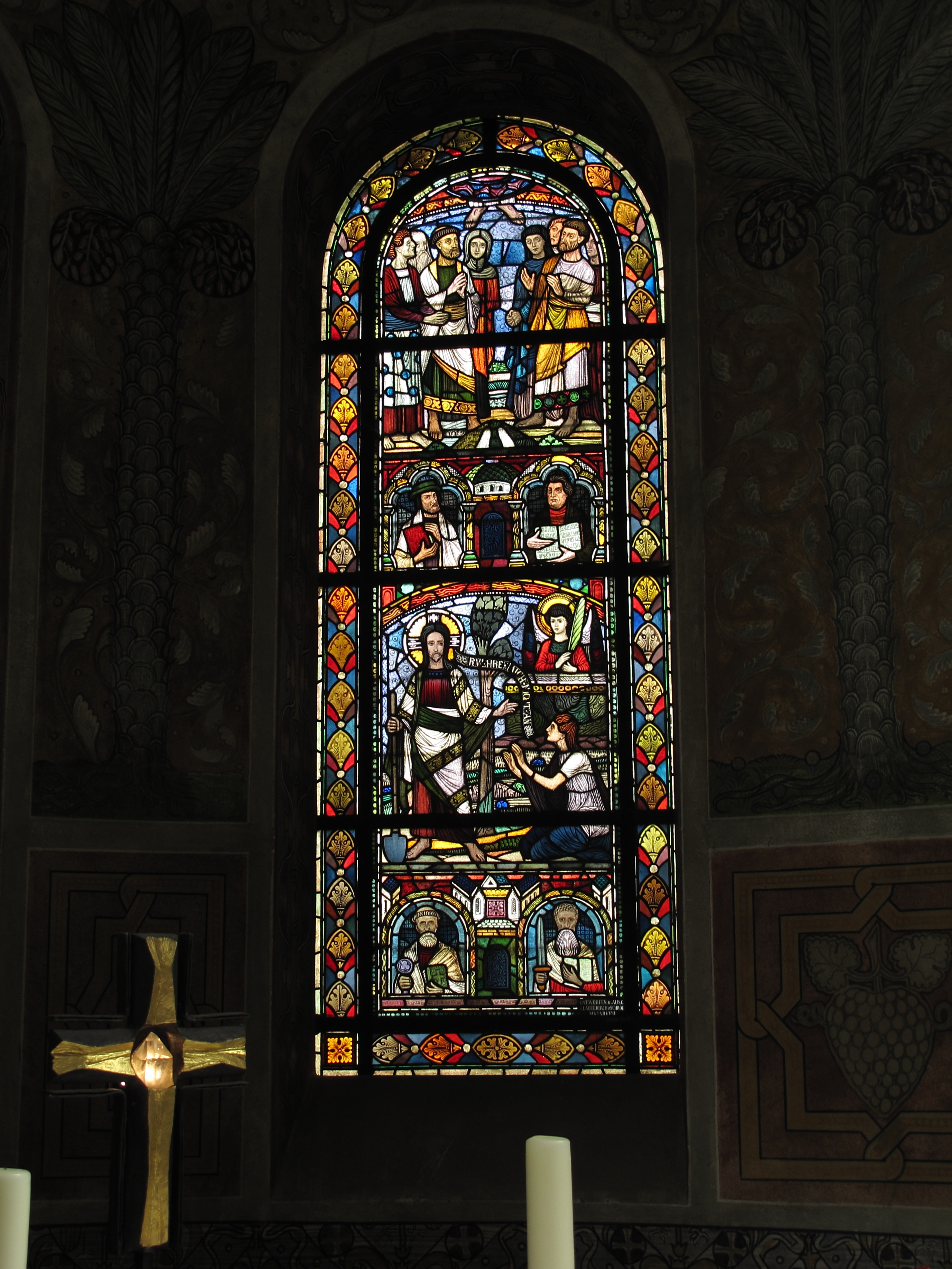
Rechtes Glasfenster

Der Radleuchter aus dem 19. Jahrhundert befindet sich heute auf der Damenempore, im Kirchenschiff wurde er durch einen sehr schlichten modernen ersetzt.
In der Kirche befinden sich zudem diverse Epitaphe, die zum Teil 1977/78 von außen nach innen verlegt wurden, darunter das Epitaph der Clara Eleonora von Ilten.